# Mala Sevasteanivka, Hrîstînivka
Mala Sevasteanivka (în ucraineană Мала Севастянівка) este localitatea de reședință a comunei Mala Sevasteanivka din raionul Hrîstînivka, regiunea Cerkasî, Ucraina.

## Demografie
Componența lingvistică a localității Mala Sevasteanivka
     Ucraineană (98,63%)
     Rusă (1,37%)
Conform recensământului din 2001, majoritatea populației localității Mala Sevasteanivka era vorbitoare de ucraineană (98,63%), existând în minoritate și vorbitori de rusă (1,37%).